# Amphioplus abditus
Amphioplus abditus is een slangster uit de familie Amphiuridae.
De wetenschappelijke naam van de soort werd in 1871 gepubliceerd door Addison Emery Verrill.